# マリ・フラン
マリ・フラン（フランス語：franc malien）は、1962年から1984年までマリ共和国で用いられていた通貨。
1962年以前は、CFAフランが使用されていた。マリ・フランはCFAフランと等価として導入されたが、その後通貨価値は下落していった。1984年、マリはCFAフランを、1CFAフラン＝2マリ・フランのレートで再導入した。